# مايك باكيتش
مايك باكيتش هو لاعب كرة قدم كندي في مركز الوسط، ولد في 30 ديسمبر 1952 في بلغراد في صربيا. شارك مع منتخب كندا لكرة القدم. أما مع النوادي، فقد لعب مع نادي العقبان البيضاء الصربية.

## وصلات خارجية
- مايك باكيتش على موقع ناشيونال فوتبول تيمز (الإنجليزية)
- مايك باكيتش على موقع عالم كرة القدم.نت (الإنجليزية)